# Ferran-Sunyer-i-Balaguer-Preis
Der Ferran-Sunyer-i-Balaguer-Preis ist ein Mathematikpreis, der nach dem spanischen Mathematiker Ferran Sunyer i Balaguer benannt ist. Er wird jährlich von der Fundació Ferran Sunyer i Balaguer in Barcelona für ein Buch über ein aktuelles mathematisches Gebiet vergeben, zu dem der Preisträger wichtige Beiträge geleistet hat. Das preisgekrönte Buch erscheint in der Reihe Progress in Mathematics des Birkhäuser Verlags. Der Preis ist mit 15.000 Euro dotiert (Stand 2013).

## Preisträger
- 1993 Alexander Lubotzky Discrete Groups, Expanding Graphs and Invariant Measures
- 1994 Klaus Schmidt Dynamical Systems of Algebraic Origin
- 1995 nicht vergeben
- 1996 V. Kumar Murty, M. Ram Murty Non-Vanishing L-Functions and Applications
- 1997 Albrecht Böttcher, Yuri I. Karlovich Carleson Curves, Munchenhoupt Weights and Toeplitz Operators
- 1998 Juan J. Morales-Ruiz Differential Galois Theory and Non-Integrability of Hamiltonian Systems
- 1999 Patrick Dehornoy Braids and Self-Distributivity
- 2000 Juan-Pablo Ortega, Tudor Ratiu Hamiltonian Singular Reduction
- 2001 Martin Golubitsky, Ian Stewart The Symmetry Perspective
- 2002 André Unterberger Automorphic Pseudodifferential Analysis and Higher-level Weyl Calculi und Alexander Lubotzky, Dan Segal Subgroup Growth
- 2003 Fuensanta Andreu-Vaillo, José M. Mazón, Vicent Casellas Parabolic Quasilinear Equations Minimizing Linear Growth Functionals
- 2004 Guy David Singular sets of minimizers for the Mumford-Shah functional
- 2005 Antonio Ambrosetti, Andrea Malchiodi Perturbation Methods and Semilinear Elliptic Problems on {\displaystyle {\mathbb {R} }^{n}} und José Seade On the topology of isolates singularities in analytic spaces
- 2006 Xiaonan Ma, Georges Marinescu Holomorphic Morse inequalities and Bergman kernels
- 2007 Rosa Maria Miró-Roig Lectures on Determinantal Ideals
- 2008 Luis Barreira Dimension and Recurrence in Hyperbolic Dynamics
- 2009 Tim Browning Quantitative Arithmetic of Projective Varieties
- 2010 Carlo Mantegazza Lecture Notes on Mean Curvature Flow
- 2011 Jayce Getz, Mark Goresky Hilbert Modular Forms with Coefficients in Intersection Homology and Quadratic Base Change
- 2012 Angel Cano, Juan Pablo Navarrete, José Seade Complex Kleinian Groups
- 2013 Xavier Tolsa Analytic capacity, the Cauchy Transform, and non-homogeneous Calderón-Zygmund theory
- 2014 Véronique Fischer, Michael Ruzhansky Quantization on Nilpotent Lie Groups
- 2015 nicht vergeben
- 2016 Vladimir Turaev, Alexis Virelizier Monoidal Categories and Topological Field Theory
- 2017 Antoine Chambert-Loir, Johannes Nicaise, Julien Sebag Motivic Integration
- 2018 Michael Ruzhansky, Durvudkhan Suragan Hardy inequalities on homogeneous groups
- 2019 nicht vergeben
- 2020 Urtzi Buijs, Yves Félix, Aniceto Murillo, Daniel Tanré Lie models in topology und Giovanni Catino, Paolo Mastrolia A Perspective on Canonical Riemannian Metrics
- 2021 Tim Browning Cubic forms and the circle method
- 2022 Pascal Auscher, Moritz Egert Boundary value problems and hardy spaces for elliptic systems with block structure
- 2023 Xavier Fernandez-Real, Xavier Ros-Oton Integro-Differential Elliptic Equations
- 2024 Antonio Córdoba Suprematism in Harmonic Analysis
- 2025 Ferran Cedó, Leandro Vendramin Groups, radical rings and the Yang-Baxter equation. A combinatorial approach to solutions